# Mount Iliamna
Der Mount Iliamna – auch Iliamna oder Iliamna Volcano – ist ein 3054 m hoher aktiver vergletscherter Stratovulkan in Südwest-Alaska (USA). 

## Lage
Er liegt in den Chigmit Mountains im äußersten Norden der Aleutenkette an der Westküste des Cook Inlet, 215 km südwestlich von Anchorage. Der Tuxedni-Gletscher strömt von seiner Nordflanke nach Norden zum Tuxedni River. Die Ostflanke wird über den Red-Glacier entwässert.
60 km südwestlich befindet sich der gleichnamige See Iliamna Lake.

## Beschreibung des Vulkans
Es handelt sich um einen typischen Stratovulkan, der in seinem oberen Teil aus Schichten von Andesit aufgebaut ist. Dabei wechseln sich Laven mit pyroklastischen Materialien ab. Die verschiedenen Schichten sind besonders gut an den 600 m hohen Steilwänden der Süd- und Ostseite aufgeschlossen. 
Den Untergrund bilden Granitgestein des Aleuten-Batholiths und noch ältere vulkanische Gesteinsschichten, die ihren Ursprung in der Bruin-Bay-Rift haben.
Der Iliamna gilt als aktiv und wird daher überwacht. In etwa 2740 m Höhe befinden sich Fumarolen.

## Naturschutz
Der vergletscherte Vulkan liegt im Lake-Clark-Nationalpark. 
1976 wurde der Mount Iliamna als National Natural Landmark ausgewiesen.

## Flugunfall
Am 6. September 1977 wurde eine de Havilland Canada DHC-6-200 Twin Otter der US-amerikanischen Alaska Aeronautical Industries (N563MA) in einer Höhe von 7000 Fuß (2130 Metern) gegen die Südwestflanke des Mount Iliamna geflogen, da die Piloten nicht die verfügbaren Navigationshilfen genutzt hatten. Die Kollision erfolgte nach dem Start vom Flughafen Iliamna, als die Piloten unter Instrumentenflugbedingungen weiterflogen. Durch diesen CFIT (Controlled flight into terrain) wurden alle 13 Insassen getötet, beide Besatzungsmitglieder und 11 Passagiere.